# Andreas Ravelli
Pour les articles homonymes, voir Ravelli.
Andreas Ravelli, né le 13 août 1959 à Växjö (Suède), est un footballeur suédois, qui évoluait au poste de défenseur à l'IFK Göteborg et en équipe de Suède. Il est le frère jumeau de Thomas Ravelli.
Ravelli a marqué deux buts lors de ses quarante-et-une sélections avec l'équipe de Suède entre 1980 et 1989. 

## Carrière
- 1977-1987 : Östers IF
- 1987-1989 : IFK Göteborg
- 1989-1991 : Lenhovda IF
- 1991-1992 : Östers IF
- 1992-1994 : Hovmantorp
- 1995-1996 : Lenhovda IF

## Palmarès

### En équipe nationale
- 41 sélections et 2 buts avec l'équipe de Suède entre 1980 et 1989.

### Avec Östers IF
- Vainqueur du Championnat de Suède de football en 1978, 1980 et 1981.
- Vainqueur de la Coupe de Suède de football en 1977.

### Avec l'IFK Göteborg
- Vainqueur de la Coupe de l'UEFA en 1987.
- Vainqueur du Championnat de Suède de football en 1987.